# Naphthensäuren

Eine der möglichen Strukturen von Naphthensäure

Naphthensäuren sind ein technisches Gemisch aus alkylierten Cyclopentan- und Cyclohexansäuren, gewonnen durch alkalische Extraktion von Erdölfraktionen, vorzugsweise Gasöl und Spindelöl, und Ansäuern der erhaltenen Lösung. Der Name leitet sich vom Naphtha (griechisch für Erdöl) ab.

## Eigenschaften
Die Zusammensetzung der Naphthensäuren schwankt stark in Abhängigkeit vom Ausgangsprodukt und kann empirisch etwa mit der Summenformel CnH2n−2O2 beschrieben werden, wobei n im Bereich zwischen circa 10 und 22 liegt. Durch ihre korrosiven Eigenschaften auf die Förder- und Produktionsanlagen sind sie in Rohöl, das bis zu 4 % Naphthensäuren enthält, unerwünscht.
Die Größenordnung, in welcher die Verbindung im Rohöl vorkommt, kann durch die TAN (total acid number) beschrieben werden. Der Schmelzpunkt der Naphthensäuren liegt im Bereich von −35 bis +2 °C, der Siedepunkt im Bereich von 140 bis 370 °C, die Dichte bei etwa 0,98 g·cm−3. Die Abtrennung der Naphthensäuren erfolgt durch Neutralisation mit circa 10%iger Natronlauge. Die Salze der Naphthensäuren sind wasserlöslich und lösen sich in der Wasserfraktion des Rohöls. Durch Ansäuern der wässrigen Phase können die Naphthensäuren zurückgewonnen werden.

## Verwendung
Die Salze von Naphthensäuren werden Naphthenate genannt. Metallnaphthenate wie z. B. Zinknaphthenat, Kupfernaphthenat, Calciumnaphthenat und Aluminiumnaphthenat besitzen eine technische Bedeutung als Sikkative (z. B. Cobaltnaphthenat als Härtungsbeschleuniger in der Ölfarbenindustrie) für Firnisse und als Fungizide in der Holzindustrie (z. B. Kupfernaphthenat). Das Verdickungsmittel von Napalm ist eine Aluminiumseife der Naphthensäure und der Palmitinsäure. Die Natriumsalze werden als Emulgatoren für Pflanzenschutzmittel eingesetzt.

## Analytik
Für die qualitative und quantitative Bestimmung von Naphthensäuren kann die Kopplung der HPLC mit der Massenspektrometrie herangezogen werden. Auch die Kopplung der Gaschromatographie mit der Massenspektrometrie mit angemessener Probenvorbereitung kann zur Analytik der Naphthensäuren in Fischen und deren unterschiedlichen Gewebeproben verwendet werden.